# بژشچیه ماوه
بژشچیه ماوه (به لهستانی:  Brzeście Małe) یک روستا در لهستان است که در گمینا بابوشوو واقع شده‌است.